# Pseudosasa pubiflora
Pseudosasa pubiflora là một loài thực vật có hoa trong họ Hòa thảo. Loài này được (Keng) Keng f. ex D.Z.Li & L.M.Gao mô tả khoa học đầu tiên năm 2006.